# Thaloengkiat Phusa-Ad
Thaloengkiat Phusa-Ad (en thaï : เถิงเกียรติ ภูษาอาด), né le 8 mars 1975, est un joueur de pétanque thaïlandais. 

## Palmarès

### Séniors

#### Championnats du Monde
Champion du monde
- Tir de précision 2005 :  Équipe de Thaïlande[1]
- Tir de précision 2006 :  Équipe de Thaïlande[2]

Finaliste
- Triplette 2008 (avec Pakin Phuram, Suksan Piachan et Sarawut Sriboonpeng) :  Équipe de Thaïlande[3]
- Triplette 2012 (avec Suksan Piachan, Sarawut Sriboonpeng et Supan Thongphoo) :  Équipe de Thaïlande[4]

Troisième
- Triplette 2002 (avec Niklum Vinai et Tasuti Yunki) :  Équipe de Thaïlande[5]
- Tir de précision 2004 :  Équipe de Thaïlande[6]
- Triplette 2005 (avec Pakin Phukram, Ratana Siripong et Wanta Weerapong) :  Équipe de Thaïlande[7]
- Triplette 2006 (avec Suksan Piachan, Yindeesab Somyos et Niklum Vinai) :  Équipe de Thaïlande[8]

#### Jeux mondiaux
Finaliste
- Doublette 2013 (avec Lacsukan Piachan) :  Équipe de Thaïlande

#### Coupe des Confédérations
Finaliste
- Doublette 2015 (avec Sarawut Sriboonpeng) :  Équipe de Thaïlande

#### Jeux d'Asie du Sud-Est
Vainqueur
- Triplette 2007 (avec Monglol Boakeaw, Suksan Piachan et Syran Thongpoo) :  Équipe de Thaïlande
- Doublette 2013 (avec Suksan Piachan) :  Équipe de Thaïlande
- Doublette 2015 (avec Sarawut Sriboonpeng) :  Équipe de Thaïlande
- Triplette 2015 (avec Suranath Phadungsap, Virapong Wanta et Siripong Ratana) :  Équipe de Thaïlande
- Triplette 2017 (avec Samseang Sangsod, Suksan Piachan et Thanakorn Sangkaew) :  Équipe de Thaïlande

Finaliste
- Tir de précision 2007 :  Équipe de Thaïlande

Troisième
- Triplette 2005 (avec Pakin Phukram, Virapong Wanta et Siripong Ratana) :  Équipe de Thaïlande
- Doublette 2011 (avec Suksan Piachan) :  Équipe de Thaïlande

#### Masters de pétanque
Finaliste
- 2009 (avec Sarawut Sriboonpeng, Suksan Piachan et Mongkon Buakaew) :  Équipe de Thaïlande[9]